# Бейсембаев, Серикбай Бейсембаевич
Серикбай Бейсембаевич Бейсембаев (27 декабря 1912, Баянаульский район, Павлодарская область — 20 декабря 1989, Алма-Ата) — советский казахский историк, доктор исторических наук (1969), профессор, действительный член Академии наук Казахской ССР (1975).

## Биография
В 1936 году окончил Украинский институт советской торговли в Харькове. В 1936—1937 годах проходил срочную службу в Вооружённых силах СССР. В 1937—1939 годах работал инструктором по пропаганде ЦК ЛКСМ Казахстана, директором школы пропагандистов ЦК ЛКСМ и директором Высшей школы пропагандистов при ЦК КП(б) Казахстана.
В 1941—1946 годах принимал участие во Второй мировой войне. С 1946 года работал в Республиканской партийной школе заместителем директора и старшим преподавателем. В 1952—1955 годах работал заведующим кафедрой истории КПСС и проректором Казахского государственного университета. В 1951 году окончил аспирантуру Академии общественных наук при ЦК ВКП(б).
В 1955—1957 и 1960—1963 годах работал заведующим отделом науки и культуры ЦК КП Казахстана. В 1957—1960 и 1963—1964 годах работал заместителем министра высшего и средне-специального образования Казахской ССР. В 1964—1980 годах работал директором Института истории партии при ЦК КП Казахстана. С 1980 года он работал старшим научным сотрудником Института истории ЦК КП Казахстана.
Являлся депутатом Верховного Совета Казахской ССР.

## Труды
Автор научных статей, монографий, учебных пособий, составитель и редактор публичных документальных материалов.

## Награды
- Орден «Отечественной войны» 2-й степени
- Орден «Красной Звезды»
- Орден «Трудового Красного Знамени»
- Орден «Знак Почёта»
- Орден «Октябрьской революции»
- Заслуженный деятель науки Казахской ССР (1972)
- Государственная премия Ч. Ч. Валиханова